# Manuela Kormann
Manuela Maria Kormann (Berna, 7 de diciembre de 1976) es una deportista suiza que compitió en curling.
Participó en los Juegos Olímpicos de Turín 2006, obteniendo una medalla de plata en la prueba femenina.
Ganó dos medallas en el Campeonato Europeo de Curling, en los años 2005 y 2006.

## Palmarés internacional
| Juegos Olímpicos   | Juegos Olímpicos                  | Juegos Olímpicos  | Juegos Olímpicos |
| Año                | Lugar                             | Medalla           | Prueba           |
| ------------------ | --------------------------------- | ----------------- | ---------------- |
| 2006               | Turín (Italia)                    | Medalla de plata  | Equipo           |
| Campeonato Europeo |                                   |                   |                  |
| Año                | Lugar                             | Medalla           | Prueba           |
| 2005               | Garmisch-Partenkirchen (Alemania) | Medalla de plata  | Equipo           |
| 2006               | Basilea (Suiza)                   | Medalla de bronce | Equipo           |